# Fiat A.53

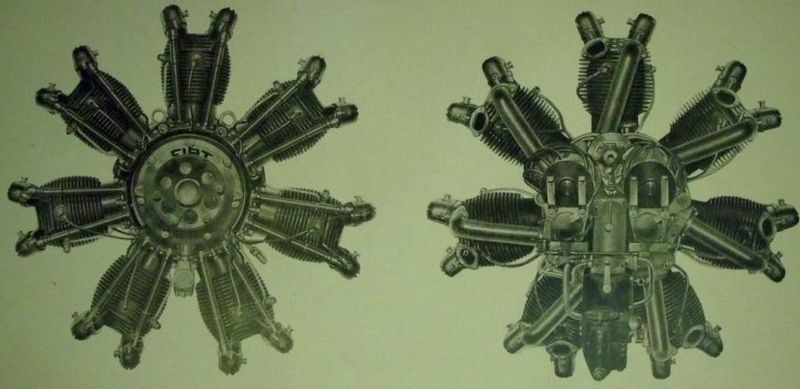
fronte e retro

Il Fiat A.53 fu un motore aeronautico radiale 7 cilindri raffreddato ad aria sviluppato dall'azienda aeronautica italiana Fiat Aviazione negli anni trenta.
Destinato a velivoli da turismo e addestramento trovò limitato impiego su modelli nazionali del periodo interbellico.

## Velivoli utilizzatori
(lista parziale)
 Italia
- Caproni Ca.100
- CNA Delta
- Fiat TR.1
- Savoia-Marchetti S.56